# Khaled Mohieddine
Khaled Mohieddine (en arabe : خالد محيي الدين) né le 17 août 1922 à Kafr Shokr et mort le 6 mai 2018 au Caire, est un officier de l’armée, un révolutionnaire et un homme d’État égyptien. Membre éminent du Mouvement des officiers libres, il prit part au coup d’État qui renversa le roi Farouk, événement déclencheur de la révolution égyptienne de 1952, laquelle aboutit à l’abolition de la monarchie et à l’instauration de la République d’Égypte.
Mohieddine exerça des fonctions d’importance tant dans la sphère politique que dans le domaine médiatique durant la majeure partie du mandat présidentiel de Gamal Abdel Nasser, nonobstant plusieurs dissensions ponctuelles entre les deux hommes. Figure réputée pour sa liberté de ton, il comptait parmi les rares protagonistes du noyau dirigeant issu du mouvement révolutionnaire égyptien à pouvoir exprimer un désaccord véhément avec le raïs sans encourir son opprobre, conservant de la sorte l’estime et la considération de ce dernier. L’ascendant politique de Mohieddine déclina sensiblement avec l’avènement d’Anouar el-Sadate à la présidence, amorçant une période de mise en retrait, jusqu’à sa réapparition sur la scène partisane en 1976, lorsqu’il participa à la fondation du Parti de l’Union nationale progressiste (Tagammu).
Sous l’égide de Mohieddine, le Tagammu se mua en une faction contestataire de premier ordre durant l’ère hosni-moubarakienne.

## Biographie
Mohieddine vit le jour en 1922 à Kafr Shukr (Qalyubia), en Basse-Égypte, au sein d’une famille aisée, détenant de considérables possessions terriennes dans la région du delta du Nil. Diplômé de l’Académie militaire égyptienne en 1940, il embrassa la carrière des armes en tant qu’officier de cavalerie. C’est en 1942 qu’il se lia d’amitié avec Gamal Abdel Nasser, rencontre survenue au sein d’une institution militaire. Dès 1943-1944, il intégra le Mouvement des officiers libres, comptant ainsi parmi ses dix membres fondateurs. Son cousin germain, Zakaria, figurait également au nombre des adhérents de ce groupe.
En 1951, il décrocha une licence en sciences commerciales à l’Université du Caire — alors dénommée Université Fouad Ier. Bien qu’il eût embrassé les thèses marxistes et entretenu des relations avec le Mouvement démocratique de libération nationale, d’obédience communiste, Mohieddine ne s’affilia point formellement à cette organisation.
Sa fréquentation des cercles révolutionnaires.

## Vie politique sous Nasser
Au printemps de l’an 1952, les officiers libres conçurent un commandement opérationnel afin de déposer le roi Farouk, confiant à Mohieddine la charge du corps blindé. Le 23 juillet, il mena ses unités armées à travers Le Caire, et le coup d’État s’accomplit sans encombre. Lui-même, conjointement avec Nasser, rédigea la première proclamation de la « révolution », diffusée sur les ondes de la radio cairote. Mohieddine assista au départ solennel du monarque ; ce dernier, selon ses dires, aurait déclaré aux officiers présents qu’il « songeait à accomplir pareille action qu’eux ».

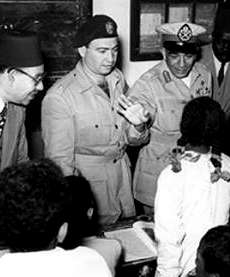
En 1954, Zakaria Mohieddin, l’un des principaux officiers de la junte révolutionnaire égyptienne, prononçant un discours solennel devant les membres du Conseil de commandement de la révolution (CCR).

Après que Mohammed Naguib eut été élevé à la présidence, Mohieddine intégra le Conseil de commandement de la révolution égyptienne (RCC). Toutefois, lorsque des officiers de l’armée, liges à Nasser, se saisirent de Naguib en février 1954, Mohieddine ordonna, contre toute attente, sa libération immédiate – laquelle fut exécutée. Il motiva cette décision en arguant que Nasser et les Officiers libres ne sauraient, selon lui, gouverner l’Égypte sans le concours de Naguib. Nasser, alors Premier ministre, riposta en destituant tous les officiers qui lui étaient dévoués. Sur les conseils de son cousin et collègue au RCC, Zakaria Mohieddine, Khaled se tint éloigné de la scène publique durant quelques jours après cet épisode, avant de réintégrer Le Caire le 5 mars. Les membres du RCC, Mohieddine compris, convinrent de l’affecter en Europe pour une mission commerciale. Selon des sources bien informées, sa rupture avec Nasser s’opéra avec retenue, mais non sans une « mélancolie mutuelle ». Le régime égyptien le désigna comme représentant du RCC à l’étranger, laissant supposer que cet exil informel n’était que transitoire.
Avec l’avènement officiel de Nasser à la présidence et la résolution de la crise de Suez en 1956, Mohieddine regagne l’Égypte et se voit confier un rôle éminent au sein du gouvernement. Chargé de la direction du journal vespéral Al Messa, qu’il avait fondé, il en assume également l’édition. L’année suivante, il intègre le comité central de l’Union nationale et est élu à l’Assemblée nationale,. Il figure parmi les quatre personnalités désignées par Nasser pour organiser la première conférence de l’Organisation de solidarité des peuples afro-asiatiques (1957-1958). Par la suite, Mohieddine préside le Conseil égyptien pour la paix et devient membre du conseil présidentiel du Conseil mondial de la paix en 1958.
Le 8 mars 1959, une insurrection nationaliste arabe se déclencha à Mossoul, en Irak, avec pour objet de renverser le président Abdel Karim Kassem, dont les orientations anti-nassériennes et l’inclination pro-communiste suscitaient l’ire des panarabistes. Après la répression de cette sédition, les dispositions anticommunistes de Nasser parurent s’exacerber. Il imputa à Khaled Mohieddine, parmi d’autres, des accointances avec Kassem et le destitua sans délai, de même que douze rédacteurs du journal Al Messa, le 13 mars. Mohieddine fut promptement appréhendé et demeura incarcéré jusqu’à la fin de 1960. En 1964, il accéda à la présidence du conseil d’administration d’Akhbar el-Yom. Puis, en avril 1965, alors que Nasser infléchissait sa politique intérieure vers une posture plus favorable à l’Union soviétique, Mohieddine fut élevé au secrétariat du Comité de presse de l’Union socialiste arabe (ASU). Durant cette période, il présida également le comité chargé du haut barrage d’Assouan et se vit décerner le prix Lénine pour la paix en 1970.

## Dernières années

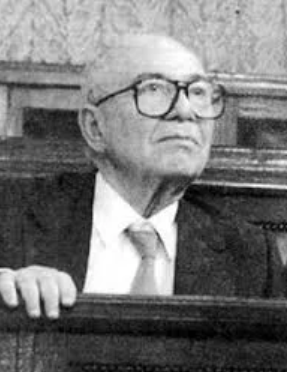
Mohieddine prononçant un discours au parlement en tant que chef du Parti du Rassemblement national unioniste progressiste.

En raison de ses convictions politiques, Mohieddine fut incarcéré durant deux mois lors de la Révolution corrective de 1971, instiguée par Anouar el-Sadate, lequel avait accédé à la présidence après le décès de Nasser l’année précédente. Au sein de l’Union socialiste arabe (ASU), il forma, avec Kamal Rifaat, l’aile gauche du mouvement, laquelle se mua, en 1976,, en le Parti de l’Union nationale progressiste (aussi désigné sous le nom de « Taggamu »). La même année, Mohieddine figura parmi les trois délégués élus de cette formation à siéger à l’Assemblée du peuple.
Khalid Mohieddine fut suspecté par les autorités gouvernementales d’avoir fomenté les émeutes frumentaires qui ébranlèrent l’Égypte en 1977. L’année suivante, il fonda et dirigea l’organe de presse de son parti, Al Ahali. En 1979, il fut inculpé pour activités « séditieuses » à l’encontre de l’État, sans toutefois que l’affaire ne vînt devant les tribunaux. Ancien membre du Conseil de commandement de la Révolution (RCC), Mohieddine bénéficia d’une certaine clémence lorsque le président Sadate fit incarcérer nombre de dissidents en 1981. Il poursuivit dès lors son engagement politique, étant considéré comme une figure de « l’opposition loyaliste » sous le règne de Hosni Moubarak. Après trois tentatives infructueuses, il retourne enfin un siège au parlement en 1990.
Son neveu, Mahmoud Mohieddin, alors ministre de l’Investissement, déclara qu’il renonçait à se porter candidat dans la circonscription de Kafr el-Shukr lors des élections d’octobre 2005, se désistant au profit de Khaled Mohieddin, lequel ne parvint point à emporter le scrutin. Après le trépas de son cousin Zakaria Mohieddin en 2012, il demeura l’ultime survivant du conseil des officiers libres ayant conduit la révolution de 1952,. Mohieddin s’éteignit le 6 mai 2018 en un hôpital du quartier cairote de Maadi, à l’âge de quatre-vingt-quinze ans.